# Citice
Citice (en allemand : Zieditz) est une commune du district de Sokolov, dans la région de Karlovy Vary, en République tchèque. Sa population s'élevait à 911 habitants en 2020.

## Géographie
Citice est arrosée par l'Ohře, un affluent de l'Elbe, et se trouve à 4 km au sud-ouest du centre de Sokolov, à 20 km à l'ouest-sud-ouest de Karlovy Vary et à 131 km à l'ouest de Prague.
La commune est limitée par Habartov et Svatava au nord, par Sokolov et Březová à l'est, par Šabina au sud, et par Dasnice et Bukovany à l'ouest.

## Histoire
La première mention écrite de la localité date de 1370.